# Державна комісія України по запасах корисних копалин
Державна комісія України по запасах корисних копалин (ДКЗ) — державний орган, що здійснює експертизу та оцінку запасів корисних копалин, встановлює постійні кондиції на мінеральну сировину для підрахунку запасів корисних копалин у надрах і затверджує розвідані запаси, на базі яких проектуються гірничі підприємства, розробляє перспективні плани розвитку гірничої промисловості.
Діє в складі Державної геологічної служби України при спеціально уповноваженому центральному органі виконавчої влади з геологічного вивчення та використання надр. На замовлення користувачів надр або за дорученням відповідних центральних органів виконавчої влади комісія проводить державну експертизу геологічних матеріалів щодо вивчення та використання надр. Положення про Державну комісію України по запасах корисних копалин затверджується Кабінетом Міністрів України.